# Agotamiento de los recursos

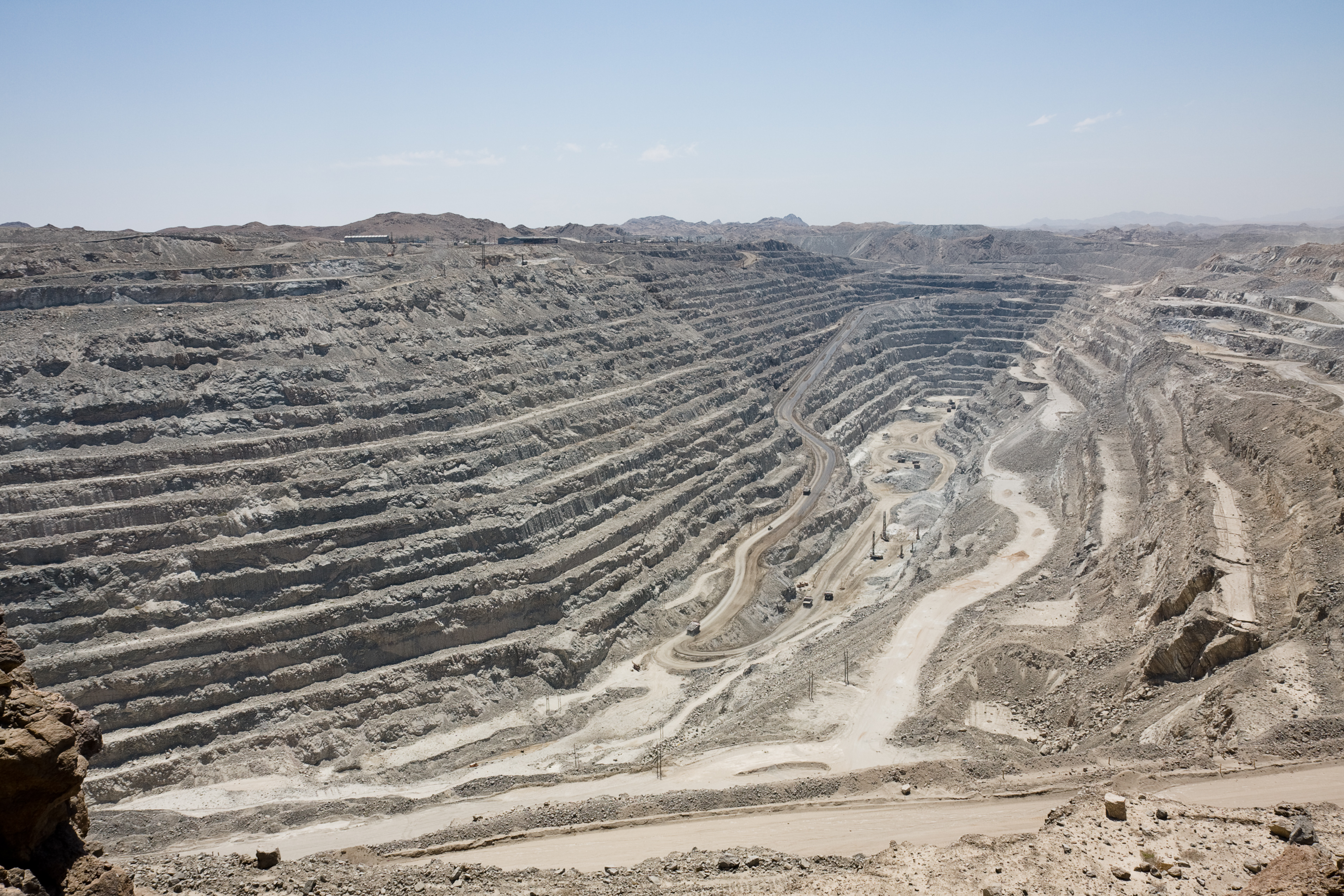
Mina a cielo abierto.

El agotamiento de los recursos es el consumo de los recursos más rápido de lo que se pueden reponer. 
Los recursos naturales se dividen comúnmente en recursos renovables y recursos no renovables (véase también la clasificación de recursos minerales). El consumo de cualquiera de estos recursos por encima de su tasa de reemplazo se considera agotamiento de los recursos.
El agotamiento de los recursos se utiliza más comúnmente en referencia a la agricultura, la pesca, la minería, el agua y los combustibles fósiles. El agotamiento de las poblaciones de vida silvestre se llama defaunación.
Se ha pensado habitualmente que, al irse agotando un recurso, su producción sería cada vez menor, y su precio, cada vez mayor, pero esto no ha ocurrido. Lo que sí ha pasado es que, al aumentar el precio de un recurso, se han abierto nuevas minas, mejorado los métodos de extracción, desarrollado nuevas tecnologías o sustituido ese recurso por otros que cumplen las mismas funciones. Esto, generalmente, ha mantenido los precios en unos niveles asequibles e incluso los ha hecho bajar. Pueden citarse ejemplos como el de la apuesta Simon-Ehrlich o el de la revolución verde.
Es complejo hablar de agotamiento de los recursos. Por un lado, si miramos a escala local, está claro que hay recursos que se agotan: se cierran minas porque se acaba el mineral, o ya no compensa económicamente extraer el poco que queda. Grandes acuíferos que sirvieron para regar vastas extensiones de terreno y producir mucho alimento se vacían, o se vuelven salinos por infiltración del agua de mar, de manera que las tierras que irrigaban se vuelven yermas. Pero por otro lado, a escala mundial, pese al inmenso consumo de petróleo, siguen encontrándose grandes yacimientos y su volátil precio es, en 2025, muy inferior (alrededor de 70 dólares norteamericanos, $ por barril) al  máximo histórico de 143,95 $ que alcanzó el 3 de julio de 2008. A pesar de los muy elevados niveles de extracción de otras materias primas como mineral de hierro, de aluminio, cobre, etc., su precio no se ha vuelto prohibitivo, y una persona normal sigue teniendo la capacidad de comprar un coche, ejemplo de bien de consumo que necesita un alto volumen de recursos. Si millones de personas pasan hambre, y miles mueren de inanición, no es porque se hayan agotado las tierras de cultivo, el agua de riego o los fertilizantes. De hecho, la Tierra produce alimento suficiente para nutrir a todos sus habitantes, pero alrededor de un tercio se desperdicia. Es porque esas personas no tienen dinero para comprarla o medios para producirla (cultivando la tierra o pescando en el agua).
El único recurso que da síntomas mundiales de estarse agotando es la capacidad de la atmósfera y los océanos para absorber el dióxido de carbono resultante de economías altas en emisiones sin aumentar la temperatura a un nivel que comprometa la actividad humana y la vida de muchas especies animales y vegetales. Porque no solo hay que pensar en los recursos naturales que pueden ser extraídos para producir bienes, sino también en los recursos naturales donde son vertidos los residuos de esa producción (ríos, mares, atmósfera). Si la capacidad de los recursos de vertido se agota, hay que cambiar el modo de producción a uno sin vertido, que es posible, pero más caro y necesitado de más energía.

## Efectos
- Agotamiento de los acuíferos
- Deforestación
- Minería de combustibles fósiles y minerales.
- Consumo excesivo, uso excesivo o innecesario de recursos.  - Superpoblación
- Contaminación de los recursos.
- Prácticas agrícolas de tala y quema
- La erosión del suelo
- Erosión de los minerales

## Agotamiento de minerales
Los minerales son necesarios para proporcionar alimentos, ropa y vivienda. Un estudio del Servicio Geológico de los Estados Unidos (USGS) encontró una tendencia significativa a largo plazo durante el siglo XX para que los recursos no renovables, como los minerales, suministren una mayor proporción de los insumos de materia prima al sector de la economía que no es el de los combustibles ni el de los alimentos; un ejemplo es el mayor consumo de piedra triturada, arena y grava utilizada en la construcción.
La explotación a gran escala de minerales comenzó en la Revolución Industrial alrededor de 1760 en Inglaterra y ha crecido rápidamente desde entonces. Las mejoras tecnológicas han permitido a los seres humanos cavar más profundo y acceder a leyes más bajas y diferentes tipos de mineral durante ese tiempo. Prácticamente todos los metales industriales básicos (cobre, hierro, bauxita, etc.), así como los minerales de tierras raras, se enfrentan de vez en cuando a limitaciones de la producción, porque la oferta implica grandes inversiones iniciales y, por lo tanto, es lenta para responder a los rápidos aumentos de la demanda.

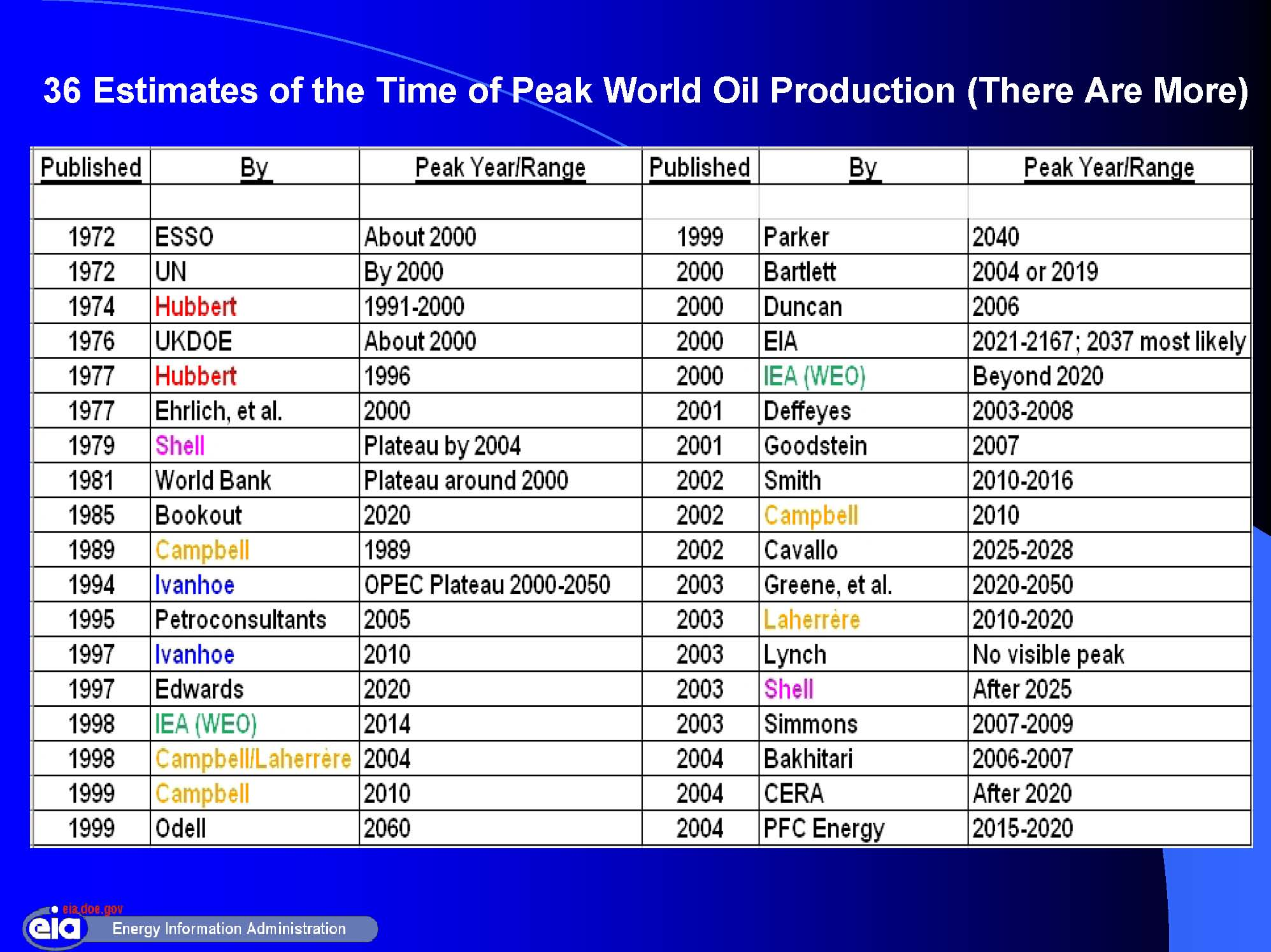
36 proyecciones del año del inicio del agotamiento del petróleo (Agencia de información de energía de EE. UU.)

Algunos proyectaron que los minerales entrarían en declive de la producción ya en las siguientes fechas:
- Petróleo (1920),[19] (1971),[20] (2006),[21][22] etc.
- Gasolina (2023)[23]
- Cobre (1944),[24] (2024).[25] Los datos del Servicio Geológico de los Estados Unidos (USGS) sugieren que es muy poco probable que la producción de cobre alcance su punto máximo antes de 2040.
- Gas natural (2020).[26]
- Uranio (1980).[27]
- Zinc. Los desarrollos en la hidrometalurgia han transformado los depósitos de zinc sin sulfuro (en gran parte ignorados hasta ahora) en grandes reservas de bajo costo.[28][29]

Otros minerales proyectados por algunos para entrar en la declinación de la producción durante el presente siglo son:
- Aluminio (2057)[25]
- Carbón (2011),[30] (2060)[25]
- Hierro (2068)[25]

Tales proyecciones pueden cambiar, a medida que se hacen nuevos descubrimientos y típicamente malinterpretan los datos disponibles sobre Recursos Minerales y Reservas Minerales.

## Gasolina
El pico del petróleo es el período en el que se alcanza la tasa máxima de extracción mundial de petróleo, tras el cual, según la teoría del pico del petróleo, la tasa de producción sufrirá un declive a largo plazo. El informe Hirsch de 2005 concluyó que la disminución de la oferta combinada con el aumento de la demanda aumentará significativamente los precios mundiales de los productos derivados del petróleo, y que lo más significativo será la disponibilidad y el precio del combustible líquido para el transporte.
El informe Hirsch, financiado por el Departamento de Energía de los Estados Unidos, concluyó que "El pico de la producción mundial de petróleo presenta a los Estados Unidos y al mundo un problema de gestión de riesgos sin precedentes. A medida que se aproxima el punto máximo, los precios de los combustibles líquidos y la volatilidad de los precios aumentarán drásticamente y, sin una mitigación oportuna, los costos económicos, sociales y políticos no tendrán precedentes. Existen opciones viables de mitigación tanto en el lado de la oferta como en el de la demanda, pero para que tengan un impacto sustancial, deben iniciarse con más de una década de anticipación".

## Deforestación

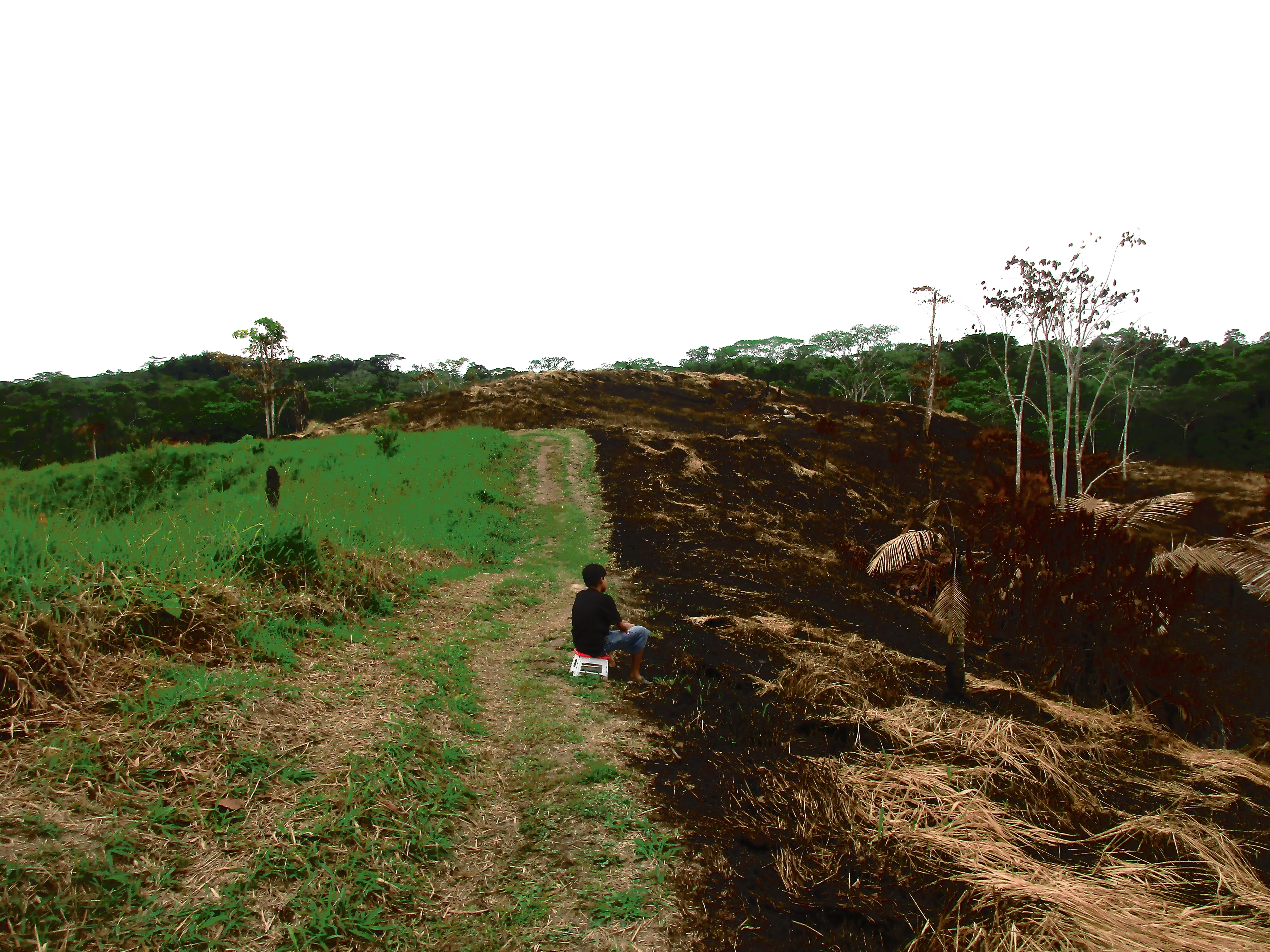
Deforestación en Barrio Florido, Iquitos, Perú.

La deforestación es la tala de bosques mediante la tala o quema de árboles y plantas en un área boscosa. Como resultado de la deforestación, en la actualidad, cerca de la mitad de los bosques que una vez cubrieron la Tierra han sido destruidos. Ocurre por muchas razones diferentes, y tiene varias implicaciones negativas en la atmósfera y la calidad de la tierra dentro y alrededor del bosque.

### Causas
Una de las principales causas de la deforestación es la tala de bosques por razones agrícolas. A medida que aumenta la población de las zonas en desarrollo, especialmente cerca de las selvas tropicales, la necesidad de tierras para la agricultura se hace cada vez más importante. Para la mayoría de la gente, un bosque no tiene valor cuando sus recursos no están siendo utilizados, por lo que los incentivos para deforestar estas áreas superan a los incentivos para preservar los bosques. Por esta razón, el valor económico de los bosques es muy importante para los países en desarrollo.

### Impacto ambiental
Debido a que la deforestación es tan extensa, ha tenido varios impactos significativos en el medio ambiente, incluyendo el dióxido de carbono en la atmósfera, cambiando el ciclo del agua, un aumento en la erosión del suelo y una disminución en la biodiversidad. La deforestación se cita a menudo como una de las causas del calentamiento global. Debido a que los árboles y las plantas eliminan el dióxido de carbono y emiten oxígeno a la atmósfera, la reducción de los bosques contribuye a cerca del 12% de las emisiones antropogénicas de dióxido de carbono. Uno de los problemas más urgentes que crea la deforestación es la erosión del suelo. La remoción de árboles causa mayores tasas de erosión, aumentando el riesgo de deslizamientos de tierra, lo que constituye una amenaza directa para muchas personas que viven cerca de las áreas deforestadas. A medida que se destruyen los bosques, también se destruye el hábitat de millones de animales. Se estima que el 80% de la biodiversidad conocida en el mundo vive en las selvas tropicales, y la destrucción de estas selvas tropicales está acelerando su extinción a un ritmo alarmante.

### Control de la deforestación
Las Naciones Unidas y el Banco Mundial crearon programas como Reducción de Emisiones por Deforestación y Degradación de los Bosques (REDD), que trabaja especialmente con los países en desarrollo para utilizar subsidios u otros incentivos para alentar a los ciudadanos a utilizar los bosques de una manera más sostenible. Además de asegurar que las emisiones de la deforestación se mantengan al mínimo, un esfuerzo para educar a la gente sobre la sostenibilidad y ayudarlos a concentrarse en los riesgos a largo plazo es clave para el éxito de estos programas. La Declaración de Nueva York sobre los Bosques y sus acciones asociadas promueven la reforestación, la cual está siendo alentada en muchos países en un intento por reparar el daño que la deforestación ha causado.

## Humedales

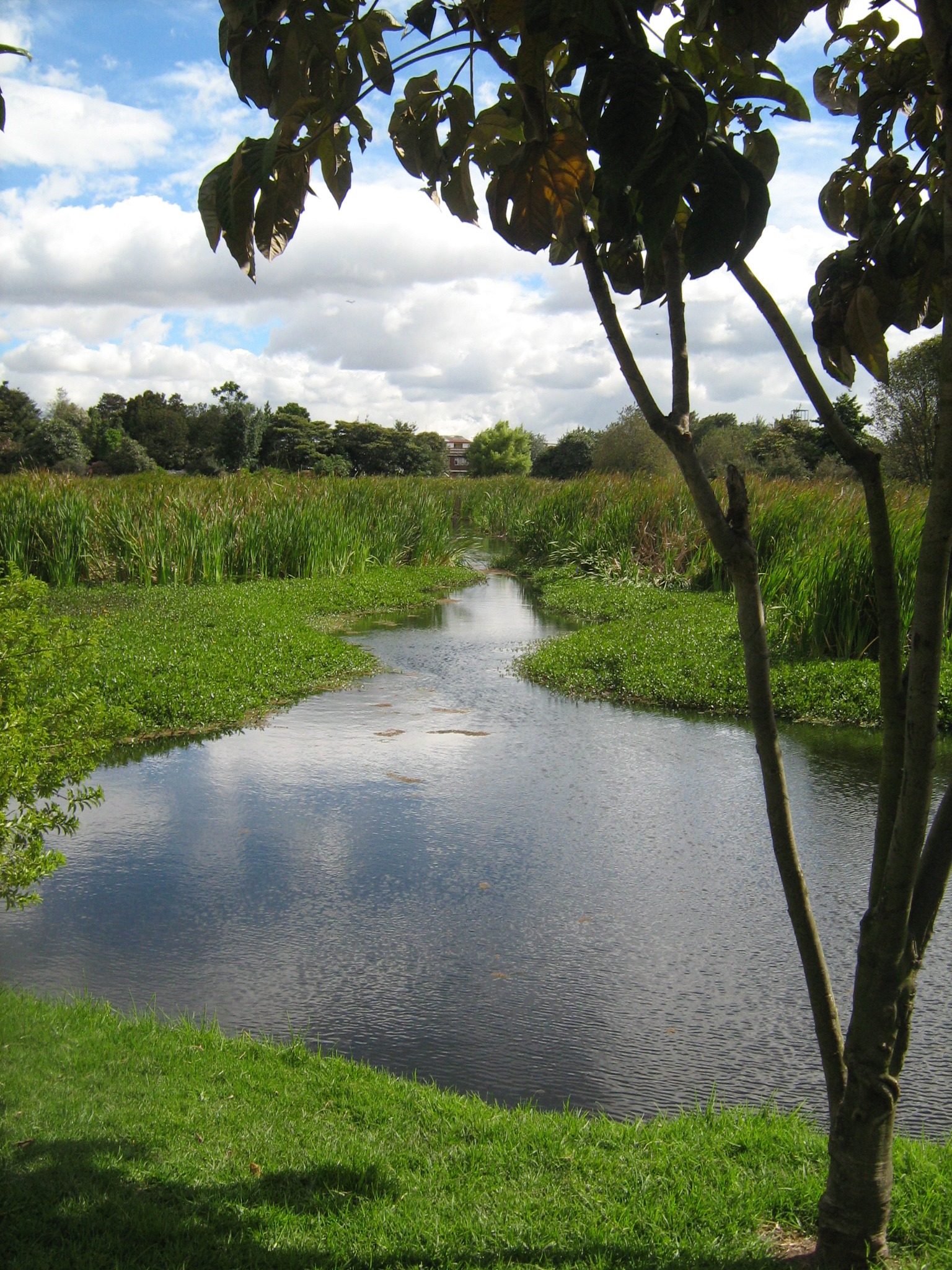
Árbol y vegetación en el lago del humedal Santa María del Lago, en la localidad de Engativá al occidente de Bogotá.

Los humedales son ecosistemas que a menudo están saturados por suficientes aguas superficiales o subterráneas como para mantener una vegetación que suele estar adaptada a las condiciones saturadas del suelo, como por ejemplo, anea, juncos, arces rojos, arroz silvestre, moras, arándanos, arándanos rojo y musgo de turba. Debido a que algunas variedades de humedales son ricas en minerales y nutrientes y proporcionan muchas de las ventajas de los ambientes terrestres y acuáticos, contienen diversas especies y proporcionan una base distinta para la cadena alimentaria.
Tradicionalmente, se suponía que los humedales eran inútiles, por lo que no constituían una gran preocupación cuando se desenterraban para asentamientos, uso agrícola, etc. Actualmente se cree que los hábitats de los humedales contribuyen a la salud ambiental y a la biodiversidad.
En los Estados Unidos, menos de la mitad de los humedales que aún existían en el siglo XVII han desaparecido.
Los humedales proporcionan servicios ambientales para:
- Alimentación y hábitat
- Mejorar la calidad del agua
- Pesca comercial
- Reducción de las inundaciones
- Estabilización del litoral
- Recreación

Algunas pérdidas de humedales son el resultado de causas naturales como la erosión, la sedimentación (la acumulación de suelo por el asentamiento de partículas finas durante un largo período de tiempo), el hundimiento (el hundimiento de la tierra debido a la disminución de los suministros de agua subterránea) y el aumento del nivel del mar.

## Agua
El agua es un recurso esencial para sobrevivir en la vida cotidiana. De hecho, sólo podríamos durar alrededor de una semana sin consumir agua. Incluso históricamente, el agua ha tenido una profunda influencia en la prosperidad y el éxito de una nación y de un pueblo en todo el mundo.
El agua subterránea se considera un recurso no renovable y en realidad sirve como el noventa y ocho por ciento de toda el agua dulce disponible de la tierra. Se sabe que el agua subterránea se utiliza para suministrar cosas como pozos y acuíferos para uso privado, agrícola y público. De todas las aguas subterráneas que cubren el mundo entero, seis por ciento de ellas se reponen cada cincuenta años, más o menos. Sin embargo, de los 22,6 millones de kilómetros cúbicos de agua subterránea disponibles, sólo 0,35 millones son renovables.